# دایسوکه ناکامورا
دایسوکه ناکامورا (انگلیسی: Daisuke Nakamura; ۲۱ سپتامبر ۱۹۸۵ – ) صداپیشگی در ژاپن، بازیگر، و بازیگر تئاتر اهل ژاپن بود. وی از سال ۲۰۰۴ میلادی تاکنون مشغول فعالیت بوده‌است.